# Hymenophyllum trifidum
Hymenophyllum trifidum là một loài dương xỉ trong họ Hymenophyllaceae. Loài này được Hook. & Grev. mô tả khoa học đầu tiên năm 1831.